# Nieuwendammersluis
De Nieuwendammersluis is een historische schutsluis in de Nieuwendammerdijk in Amsterdam-Noord. Het was oorspronkelijk een zeesluis in de Nieuwendammerdijk, die deel uitmaakte van de Waterlandse Zeedijk en de Noorder IJ- en Zeedijk. De toestand is veranderd: eerst werd de zeetak het IJ omstreeks 1870 in verband met de aanleg van Noordzeekanaal en Amsterdam-Rijnkanaal afgesloten van de Zuiderzee, de Zuiderzee is nu het IJsselmeer en het buitendijkse gebied ten zuiden van de dijk is grotendeels ingepolderd en vormt nu de wijk Nieuwendammerham. De sluis is nu wel nog, via de "Grote Haven" van het voormalige dorp Nieuwendam en het Zijkanaal K, verbonden met het (afgesloten) IJ. 
Ten noorden van de sluis is geen doorgaand vaarwater, maar zijn het Kleine Die, het Grote Die en (een deel van) de Ringsloot van de Buikslotermeerpolder bevaarbaar.
De sluis heeft houten puntdeuren en wordt met de hand bediend. In beginsel is zelfbediening niet mogelijk: een van de stuwkleppen (rinketten) is op slot en wordt op aanvraag geopend door de vrijwillige sluiswacht. De sluis wordt beheerd door het waterschap Hoogheemraadschap Hollands Noorderkwartier (HHNK).
In de zomermaanden is er op zondag een bootverbinding, het IJ-buurtveer, ook bekend als het Nieuwendammerbootje, met een halte bij de sluis.
Rond de sluis staan vier gebouwen:
- een houten huis op Nieuwendammerdijk 297, rijksmonument, sinds 1904 is hier het café 't Sluisje gevestigd;
- een stenen huis op 301, waarin tot 1974 een bakkerij was gevestigd van de familie Kroese, gespecialiseerd in duivekater, een traditioneel soort zoet brood uit de regio;
- een houten huis op 303, rijksmonument;
- het stenen sluiswachtershuis op 270, aan de "Grote Haven".

## Duivekaterbrug
Onderdeel van de sluis is een vaste brug in de Nieuwendammerdijk. Deze brug heeft van de gemeente Amsterdam het brugnummer 368 gekregen. Nadat in 2016 het gemeentebestuur een brede oproep had gedaan namen voor te stellen voor bruggen die nog geen naam hadden, kwam de suggestie om deze "Anton Kroesebrug" te noemen, naar de bakker die naast de sluis gevestigd was. Op voorstel van de Amsterdamse Commissie naamgeving openbare ruimten (vroeger de straatnamencommissie) is echter gekozen voor "Duivekaterbrug".

## Afbeeldingen

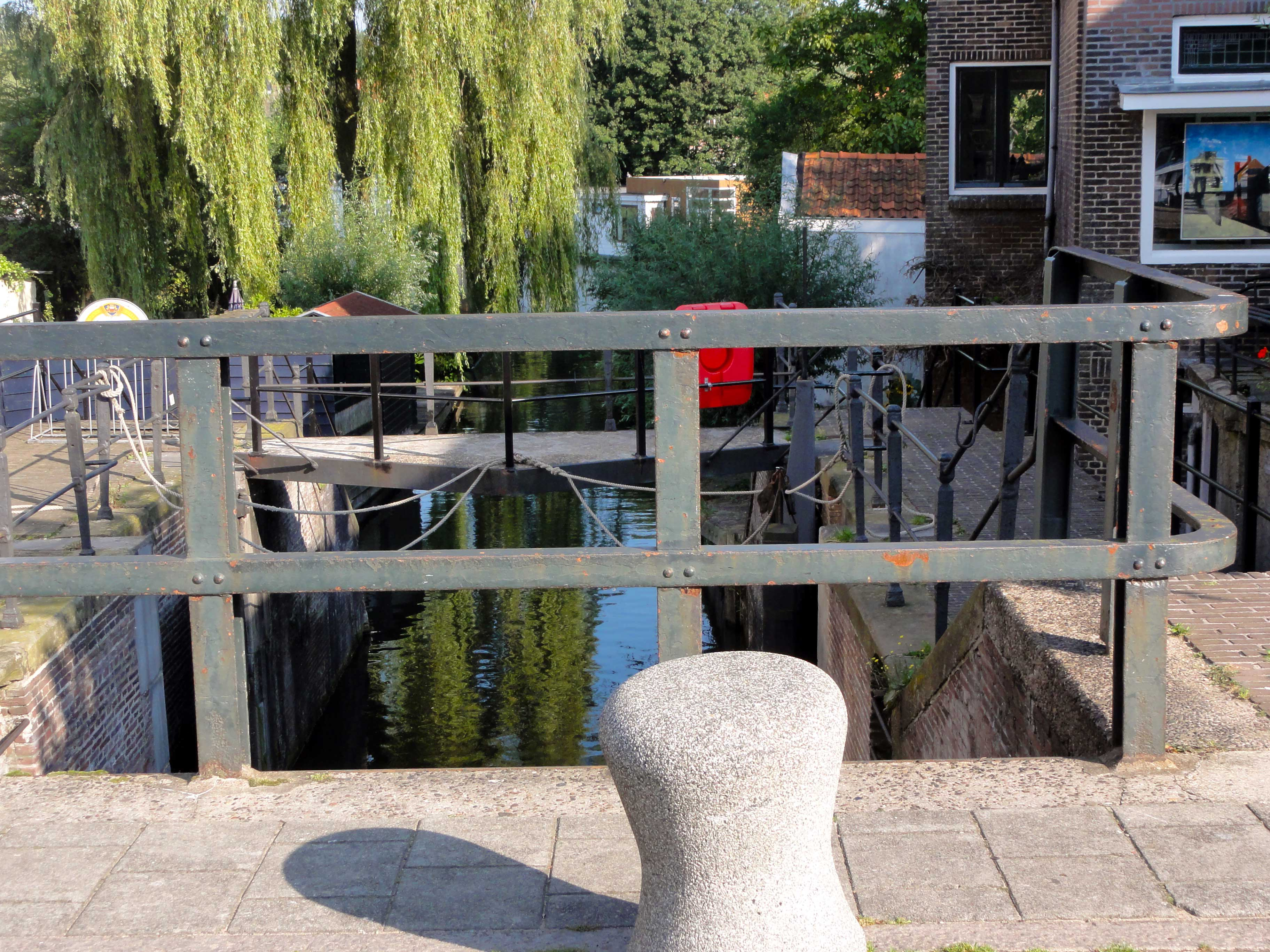
De sluis vanaf de brug gezien, met op de achtergrond de Kleine Die met woonarken
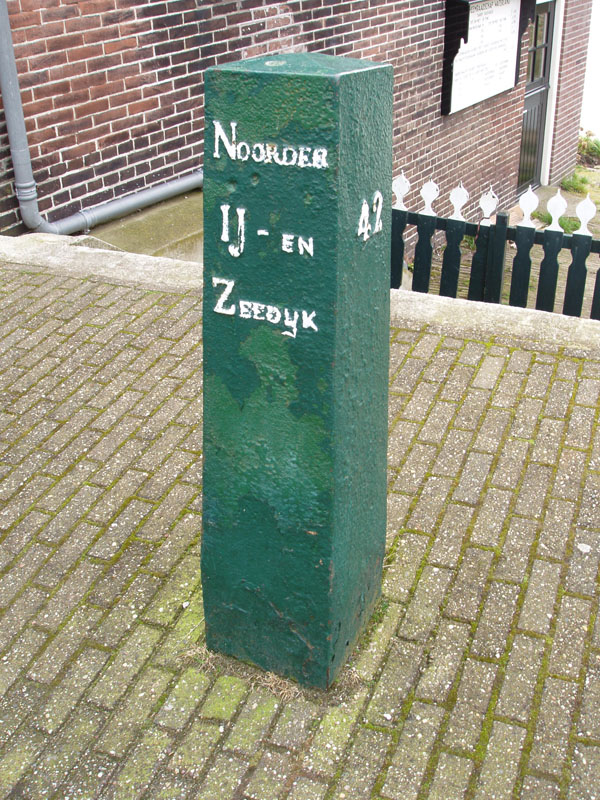
Kilometerpaal van de Noorder IJ- en Zeedijk, naast de brug, voor de sluiswachterswoning
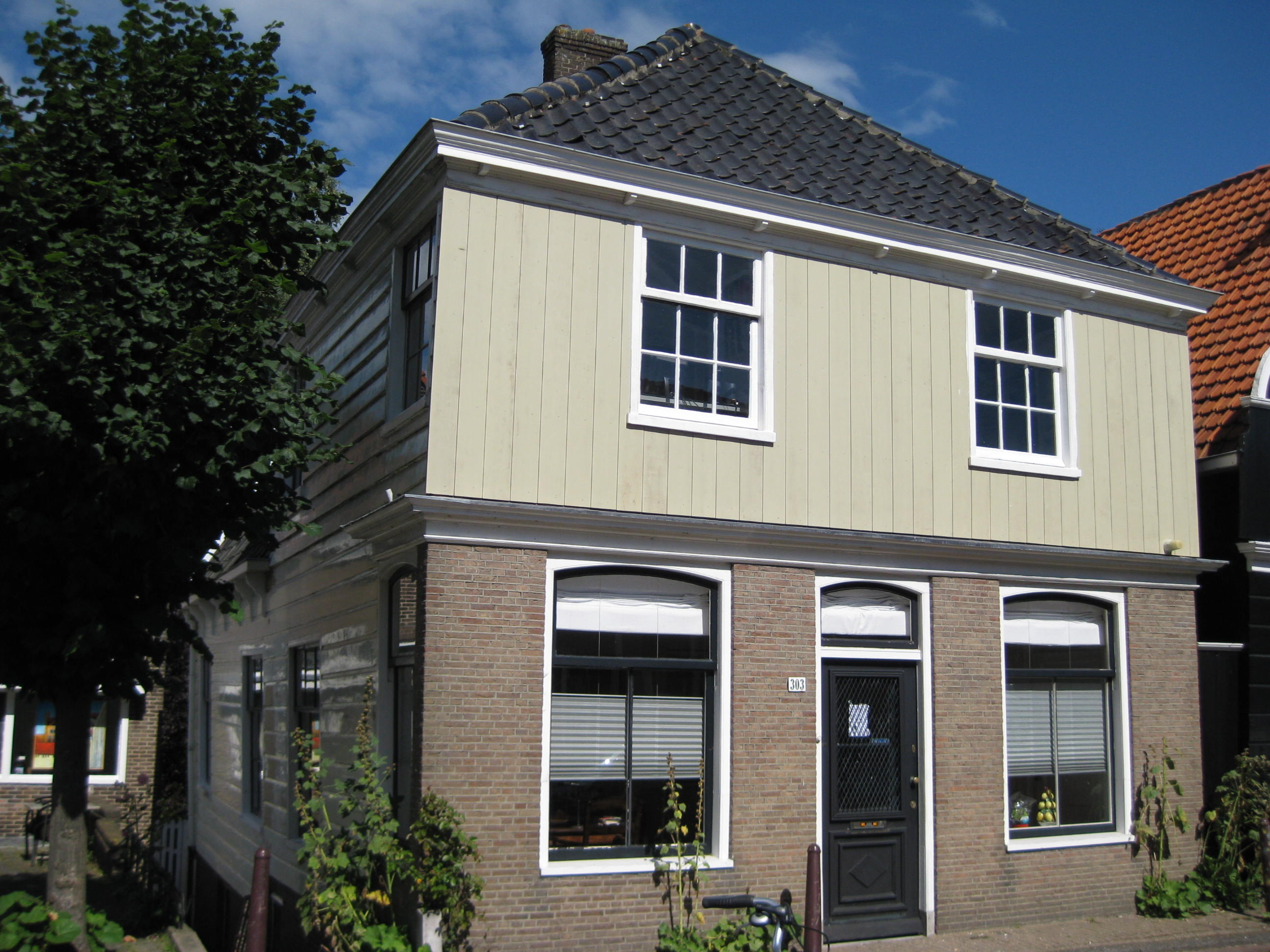
De voorkant van het huis op nr 303